# Aucklandella conspirata
Aucklandella conspirata là một loài tò vò trong họ Ichneumonidae.